# L'Araignée et l'Hirondelle
L'Araignée et l'Hirondelle est la sixième fable du livre X de La Fontaine situé dans le second recueil des Fables de La Fontaine, édité pour la première fois en 1678.
Pour cette fable, La Fontaine s'inspire d'une fable d'Abstémius.

## Texte
Ô Jupiter, qui sus de ton cerveau,

Par un secret d’accouchement nouveau,

Tirer Pallas, jadis mon ennemie,

Entends ma plainte une fois en ta vie.

Progné  me vient enlever les morceaux

Caracolant, frisant l’air et les eaux

Elle me prend mes mouches à ma porte

Miennes je puis les dire ; et mon réseau

En serait plein sans ce maudit Oiseau ;

Je l’ai tissu de matière assez forte.

Ainsi, d’un discours insolent,

Se plaignait l’Araignée autrefois tapissière,

Et qui, lors étant filandière,

Prétendait enlacer tout insecte volant.

La sœur de Philomèle, attentive à sa proie,

Malgré le bestion happait mouches dans l’air,

Pour ses petits, pour elle, impitoyable joie,

Que ses enfants gloutons, d’un bec toujours ouvert,

D’un ton demi-formé, bégayante couvée,

Demandaient par des cris encor mal entendus.

La pauvre Aragne n’ayant plus

Que la tête et les pieds, artisans superflus,

Se vit elle-même enlevée.

L’Hirondelle en passant emporta toile, et tout,

Et l’animal pendant au bout,

Jupin pour chaque état mit deux tables au monde.

L’adroit, le vigilant, et le fort sont assis

À la première ; et les petits

Mangent leur reste à la seconde.
— Jean de La Fontaine, Fables de La Fontaine, L'Araignée et l'Hirondelle, texte établi par Jean-Pierre Collinet, Fables, contes et nouvelles, Gallimard, « Bibliothèque de la Pléiade », 1991, p. 404